# Seizième district congressionnel de l'Ohio
Le 16e district congressionnel de l'Ohio est un district obsolète du Congrès des États-Unis représenté pour la dernière fois par le Représentant Républicain Anthony Gonzalez. Il était situé pour la dernière fois dans le nord-est de l'État, couvrant le Comté de Wayne et avec des bras s'étendant au nord dans la banlieue de Cleveland et à l'est dans le Grand Akron et le comté de Stark. Le district a été éliminé lors de la prestation de serment du 118e Congrès des États-Unis le 3 janvier 2023, car la redistribution après le recensement de 2020 a réduit le nombre de districts congressionnels dans l'Ohio à quinze.

## Histoire
De 2003 à 2013, le district était basé dans le comté de Stark et la région de Canton, et comprenait également le comté de Wayne et la plupart des comtés de Medina et Ashland. Il comprenait également certaines communautés rurales à l'est d'Akron, ainsi que certaines banlieues ouest de Cleveland.
Le 2 novembre 2010, le Démocrate John Boccieri a perdu sa candidature à un second mandat face au Républicain Jim Renacci, qui siégeait en janvier 2011. En janvier 2018, Renacci a annoncé sa candidature au Sénat américain. Anthony Gonzalez a été élu le 6 novembre pour lui succéder.

## Historique de vote
| Année | Poste     | Résultats                  |
| ----- | --------- | -------------------------- |
| 2000  | Président | George W. Bush 53 % - 42 % |
| 2004  | Président | George W. Bush 54 % - 46 % |
| 2008  | Président | John McCain 50 % - 48 %    |
| 2012  | Président | Mitt Romney 53 % - 45 %    |
| 2016  | Président | Donald Trump 56 % - 40 %   |
| 2020  | Président | Donald Trump 56 % - 42 %   |

## Liste des Représentants du district
| Membre                              | Parti                      | Années                            | Congrès     | Histoire électorale |
| ----------------------------------- | -------------------------- | --------------------------------- | ----------- | --- |
| District établit le 4 mars 1833     |                            |                                   |             | |
| Elisha Wittlesey (en)               | Anti-maçonnique            | 4 mars 1833 - 3 mars 1835         | 23e - 25e   | Redécoupage depuis le 13e district et réélu en 1830. Réélu en 1832. Réélu en 1834. Réélu en 1836. Démission. |
| Elisha Wittlesey (en)               | Whig                       | 4 mars 1835 - 9 juillet 1838      | 23e - 25e   | Redécoupage depuis le 13e district et réélu en 1830. Réélu en 1832. Réélu en 1834. Réélu en 1836. Démission. |
| Vacant                              | Vacant                     | 9 juillet 1838 - 3 décembre 1838  | 25e         | |
| Joshua Reed Giddings                | Whig                       | 3 décembre 1838 - 22 mars 1842    | 25e - 27e   | Élu pour terminer le mandat de Whittlesey. Réélu en 1838. Réélu en 1840. Démission. |
| Vacant                              | Vacant                     | 22 mars 1842 - 5 décembre 1842    | 27e         | |
| Joshua Reed Giddings                | Whig                       | 5 décembre 1842 - 3 mars 1843     | 27e         | Élu pour terminer son mandat. Redécoupage vers le 20e district. |
| James Mathews (en)                  | Démocrate                  | 4 mars 1843 - 3 mars 1845         | 28e         | Redécoupage depuis le 13e district et réélu en 1843. |
| John D. Cummins (en)                | Démocrate                  | 4 mars 1845 - 3 mars 1849         | 29e , 30e   | Élu en 1844. Réélu en 1846. |
| Moses Hoagland (en)                 | Démocrate                  | 4 mars 1849 - 3 mars 1851         | 31e         | Élu en 1848. |
| John Johnson (en)                   | Démocrate Indépendant (en) | 4 mars 1851 - 3 mars 1853         | 32e         | Élu en 1850. |
| Edward Ball (en)                    | Whig                       | 4 mars 1853 - 3 mars 1855         | 33e , 34e   | Élu en 1852. Réélu en 1854. |
| Edward Ball (en)                    | Opposition Party (en)      | 4 mars 1855 - 3 mars 1857         | 33e , 34e   | Élu en 1852. Réélu en 1854. |
| Cydnor B. Tompkins (en)             | Républicain                | 4 mars 1857 - 3 mars 1861         | 35e , 36e   | Élu en 1856. Réélu en 1858. |
| William P. Cutler (en)              | Républicain                | 4 mars 1861 - 3 mars 1863         | 37e         | Élu en 1860. |
| Joseph W. White (en)                | Démocrate                  | 4 mars 1863 - 3 mars 1865         | 38e         | Élu en 1862. |
| John Bingham                        | Républicain                | 4 mars 1865 - 3 mars 1873         | 39e - 42e   | Élu en 1864. Réélu en 1866. Réélu en 1868. Réélu en 1870. |
| Lorenzo Danford (en)                | Républicain                | 4 mars 1873 - 3 mars 1879         | 43e - 45e   | Élu en 1872. Réélu en 1874. Réélu en 1876. |
| William McKinley                    | Républicain                | 4 mars 1879 - 3 mars 1881         | 46e         | Redécoupage depuis le 17e district et réélu en 1878. Redécoupage vers le 17e district. |
| Jonathan T. Updegraff (en)          | Républicain                | 4 mars 1881 - 30 novembre 1882    | 47e         | Redécoupage depuis le 18e district et réélu en 1880. Décès. |
| Vacant                              | Vacant                     | 30 novembre 1882 - 2 janvier 1883 | 47e         | |
| Joseph D. Taylor                    | Républicain                | 2 janvier 1883 - 3 mars 1883      | 47e         | Élu pour terminer le mandat d'Updegraff. Redécoupage vers le 17e district. |
| Beriah Wilkins (en)                 | Démocrate                  | 4 mars 1883 - 3 mars 1885         | 48e         | Élu en 1882. Redécoupage vers le 15e district. |
| George W. Geddes (en)               | Démocrate                  | 4 mars 1885 - 3 mars 1887         | 49e         | Redécoupage depuis le 14e district et réélu en 1884. |
| Beriah Wilkins (en)                 | Démocrate                  | 4 mars 1887 - 3 mars 1889         | 50e         | Redécoupage depuis le 15e district et réélu en 1886. |
| James W. Owens (en)                 | Démocrate                  | 4 mars 1889 - 3 mars 1891         | 51e         | Élu en 1888. Redécoupage vers le 14e district. |
| John G. Warwick                     | Démocrate                  | 4 mars 1891 - 14 août 1892        | 52e         | Élu en 1890. Décès. |
| Vacant                              | Vacant                     | 14 août 1892 - 5 décembre 1892    | 52e         | |
| Lewis P. Ohliger (en)               | Démocrate                  | 5 décembre 1892 - 3 mars 1893     | 52e         | Élu pour terminer le mandat de Warwick. |
| Albert J. Pearson                   | Démocrate                  | 4 mars 1893 - 3 mars 1895         | 53e         | Redécoupage depuis le 17e district et réélu en 1892. |
| Lorenzo Danford (en)                | Républicain                | 4 mars 1895 - 19 juin 1899        | 54e - 56e   | Élu en 1894. Réélu en 1896. Réélu en 1898. Décès. |
| Vacant                              | Vacant                     | 19 juin 1899 - 4 décembre 1899    | 56e         | |
| Joseph J. Gill (en)                 | Républicain                | 4 décembre 1899 - 31 octobre 1903 | 56e - 58e   | Élu pour terminer le mandat de Danford. Réélu en 1900. Démissionne. |
| Vacant                              | Vacant                     | 31 octobre 1903 - 3 novembre 1903 | 58e         | |
| Capell L. Weems (en)                | Républicain                | 3 novembre 1903 - 3 mars 1909     | 58e - 60e   | Élu pour terminer le mandat de Gill. Réélu en 1902. Réélu en 1904. Réélu en 1906. |
| David Hollingsworth (en)            | Républicain                | 4 mars 1909 - 3 mars 1911         | 61e         | Élu en 1908. |
| William B. Francis (en)             | Démocrate                  | 4 mars 1911 - 3 mars 1915         | 62e , 63e   | Élu en 1910. Réélu en 1912. |
| Roscoe C. McCulloch (en)            | Républicain                | 4 mars 1915 - 3 mars 1921         | 64e - 66e   | Élu en 1914. Réélu en 1916. Réélu en 1918. Retrait pour se présenter comme Gouverneur de l'Ohio. |
| Joseph H. Himes (en)                | Républicain                | 4 mars 1921 - 3 mars 1923         | 67e         | Élu en 1920. Perd sa réélection. |
| John McSweeney (en)                 | Démocrate                  | 4 mars 1923 - 3 mars 1929         | 68e - 70e   | Élu en 1922. Réélu en 1924. Réélu en 1926. Perd sa réélection. |
| Charles B. McClintock (en)          | Républicain                | 4 mars 1929 - 3 mars 1933         | 71e , 72e   | Élu en 1928. Réélu en 1930. Perd sa réélection. |
| William R. Thom (en)                | Démocrate                  | 4 mars 1933 - 3 janvier 1939      | 73e - 75e   | Élu en 1932. Réélu en 1934. Réélu en 1936. Perd sa réélection. |
| James Seccombe (en)                 | Républicain                | 3 janvier 1939 - 3 janvier 1941   | 76e         | Élu en 1938. Perd sa réélection. |
| William R. Thom (en)                | Démocrate                  | 3 janvier 1941 - 3 janvier 1943   | 77e         | Élu en 1940. Perd sa réélection. |
| Henderson H. Carson (en)            | Républicain                | 3 janvier 1943 - 3 janvier 1945   | 78e         | Élu en 1942. Perd sa réélection. |
| William R. Thom (en) (Canton)       | Démocrate                  | 3 janvier 1945 - 3 janvier 1947   | 79e         | Élu en 1944. Perd sa réélection. |
| Henderson H. Carson (en)            | Républicain                | 3 janvier 1947 - 3 janvier 1949   | 80e         | Élu en 1946. Perd sa réélection. |
| John McSweeney (en)                 | Démocrate                  | 3 janvier 1949 - 3 janvier 1951   | 81e         | Élu en 1948. Perd sa réélection. |
| Frank T. Bow (en)                   | Républicain                | 3 janvier 1951 - 31 novembre 1972 | 82e - 92e   | Élu en 1950. Réélu en 1952. Réélu en 1954. Réélu en 1956. Réélu en 1958. Réélu en 1960. Réélu en 1962. Réélu en 1964. Réélu en 1966. Réélu en 1968. Réélu en 1970. Retrait mais décède.                                                                                              |
| Vacant                              | Vacant                     | 13 novembre 1972 - 3 janvier 1973 | 92e         | |
| Ralph Regula (en)                   | Républicain                | 3 janvier 1973 - 3 janvier 2009   | 93e - 110e  | Élu en 1972. Réélu en 1974. Réélu en 1976. Réélu en 1978. Réélu en 1980. Réélu en 1982. Réélu en 1984. Réélu en 1986. Réélu en 1988. Réélu en 1990. Réélu en 1992. Réélu en 1994. Réélu en 1996. Réélu en 1998. Réélu en 2000. Réélu en 2002. Réélu en 2004. Réélu en 2006. Retrait. |
| John Boccieri (en)                  | Démocrate                  | 3 janvier 2009 - 3 janvier 2011   | 111e        | Élu en 2008. Perd sa réélection. |
| Jim Renacci                         | Républicain                | 3 janvier 2011 - 3 janvier 2019   | 112e - 115e | Élu en 2010. Réélu en 2012. Réélu en 2014. Réélu en 2016. Retrait pour se présenter comme Sénateur des États-Unis. |
| Anthony Gonzalez                    | Républicain                | 3 janvier 2019 - 3 janvier 2023   | 116e , 117e | Élu en 2018. Réélu en 2020. Redécoupage vers le 7e district et retrait à la fin de son mandat. |
| District supprimé le 3 janvier 2023 |                            |                                   |             | |

## Résultats des récentes élections
Voici les résultats des dix précédents cycles électoraux dans le district.

## Frontières historiques du district

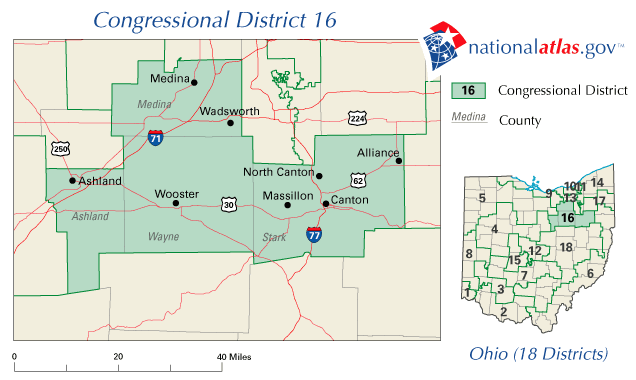
2003 - 2013

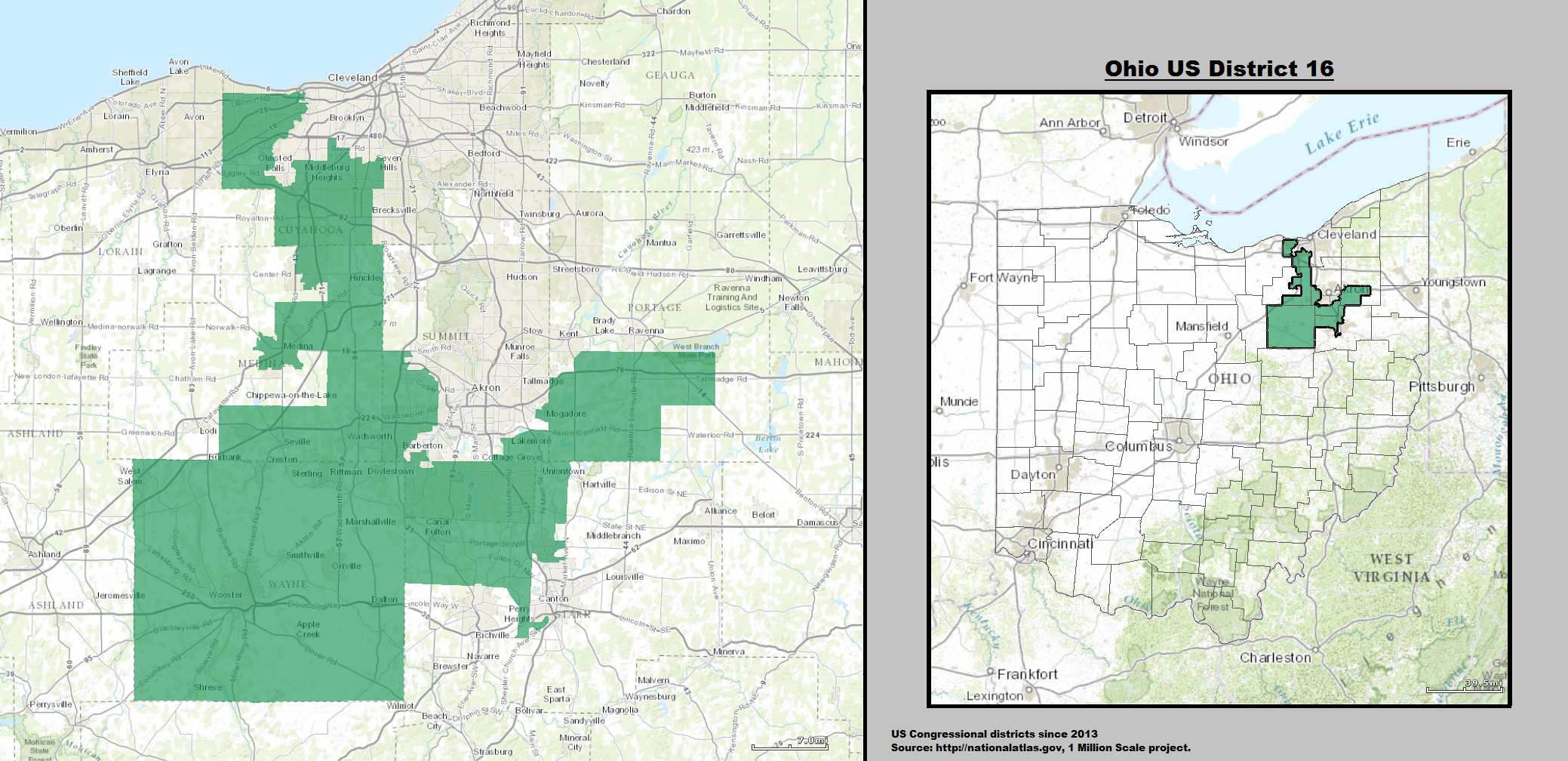
2013 - 2023

### 2002
| Élection de 2002 du 16e district congressionnel de l'Ohio | Élection de 2002 du 16e district congressionnel de l'Ohio | Élection de 2002 du 16e district congressionnel de l'Ohio | Élection de 2002 du 16e district congressionnel de l'Ohio | Élection de 2002 du 16e district congressionnel de l'Ohio |
| --------------------------------------------------------- | --------------------------------------------------------- | --------------------------------------------------------- | --------------------------------------------------------- | --------------------------------------------------------- |
| Parti                                                     | Parti                                                     | Candidat                                                  | Votes                                                     | %                                                         |
|                                                           | Républicain                                               | Ralph Regula (en) (sortant)                               | 129 734                                                   | 68,9                                                      |
|                                                           | Démocrate                                                 | Jim Rice                                                  | 58 644                                                    | 31,1                                                      |
| Total des votes                                           | Total des votes                                           | Total des votes                                           | 188 378                                                   | 100 %                                                     |
|                                                           | Les Républicains conservent                               |                                                           |                                                           |                                                           |

### 2004
| Élection de 2004 du 16e district congressionnel de l'Ohio | Élection de 2004 du 16e district congressionnel de l'Ohio | Élection de 2004 du 16e district congressionnel de l'Ohio | Élection de 2004 du 16e district congressionnel de l'Ohio | Élection de 2004 du 16e district congressionnel de l'Ohio |
| --------------------------------------------------------- | --------------------------------------------------------- | --------------------------------------------------------- | --------------------------------------------------------- | --------------------------------------------------------- |
| Parti                                                     | Parti                                                     | Candidat                                                  | Votes                                                     | %                                                         |
|                                                           | Républicain                                               | Ralph Regula (en) (sortant)                               | 202 544                                                   | 66,5                                                      |
|                                                           | Démocrate                                                 | Jeff Seemann                                              | 101 817                                                   | 33,5                                                      |
| Total des votes                                           | Total des votes                                           | Total des votes                                           | 304 361                                                   | 100 %                                                     |
|                                                           | Les Républicains conservent                               |                                                           |                                                           |                                                           |

### 2006
| Élection de 2006 du 16e district congressionnel de l'Ohio | Élection de 2006 du 16e district congressionnel de l'Ohio | Élection de 2006 du 16e district congressionnel de l'Ohio | Élection de 2006 du 16e district congressionnel de l'Ohio | Élection de 2006 du 16e district congressionnel de l'Ohio |
| --------------------------------------------------------- | --------------------------------------------------------- | --------------------------------------------------------- | --------------------------------------------------------- | --------------------------------------------------------- |
| Parti                                                     | Parti                                                     | Candidat                                                  | Votes                                                     | %                                                         |
|                                                           | Républicain                                               | Ralph Regula (en) (sortant)                               | 137 167                                                   | 58,3                                                      |
|                                                           | Démocrate                                                 | Thomas Shaw                                               | 97 955                                                    | 41,7                                                      |
| Total des votes                                           | Total des votes                                           | Total des votes                                           | 235 122                                                   | 100 %                                                     |
|                                                           | Les Républicains conservent                               |                                                           |                                                           |                                                           |

### 2008
| Élection de 2008 du 16e district congressionnel de l'Ohio | Élection de 2008 du 16e district congressionnel de l'Ohio | Élection de 2008 du 16e district congressionnel de l'Ohio | Élection de 2008 du 16e district congressionnel de l'Ohio | Élection de 2008 du 16e district congressionnel de l'Ohio |
| --------------------------------------------------------- | --------------------------------------------------------- | --------------------------------------------------------- | --------------------------------------------------------- | --------------------------------------------------------- |
| Parti                                                     | Parti                                                     | Candidat                                                  | Votes                                                     | %                                                         |
|                                                           | Démocrate                                                 | John Boccieri (en)                                        | 169 044                                                   | 55,4                                                      |
|                                                           | Républicain                                               | Kirk Schuring                                             | 136 293                                                   | 44,6                                                      |
| Total des votes                                           | Total des votes                                           | Total des votes                                           | 305 337                                                   | 100 %                                                     |
|                                                           | Les Démocrates prennent aux Républicains                  |                                                           |                                                           |                                                           |

### 2010
| Élection de 2010 du 16e district congressionnel de l'Ohio | Élection de 2010 du 16e district congressionnel de l'Ohio | Élection de 2010 du 16e district congressionnel de l'Ohio | Élection de 2010 du 16e district congressionnel de l'Ohio | Élection de 2010 du 16e district congressionnel de l'Ohio |
| --------------------------------------------------------- | --------------------------------------------------------- | --------------------------------------------------------- | --------------------------------------------------------- | --------------------------------------------------------- |
| Parti                                                     | Parti                                                     | Candidat                                                  | Votes                                                     | %                                                         |
|                                                           | Républicain                                               | Jim Renacci                                               | 114 652                                                   | 52,1                                                      |
|                                                           | Démocrate                                                 | John Boccieri (en) (sortant)                              | 90 833                                                    | 41,3                                                      |
|                                                           | Libertarien                                               | Jeffrey J. Blevins                                        | 14 585                                                    | 6,6                                                       |
|                                                           | Indépendant                                               | Robert L. Ross                                            | 67                                                        | 0,0                                                       |
| Total des votes                                           | Total des votes                                           | Total des votes                                           | 220 137                                                   | 100 %                                                     |
|                                                           | Les Républicains prennent aux Démocrates                  |                                                           |                                                           |                                                           |

### 2012
| Élection de 2012 du 16e district congressionnel de l'Ohio | Élection de 2012 du 16e district congressionnel de l'Ohio | Élection de 2012 du 16e district congressionnel de l'Ohio | Élection de 2012 du 16e district congressionnel de l'Ohio | Élection de 2012 du 16e district congressionnel de l'Ohio |
| --------------------------------------------------------- | --------------------------------------------------------- | --------------------------------------------------------- | --------------------------------------------------------- | --------------------------------------------------------- |
| Parti                                                     | Parti                                                     | Candidat                                                  | Votes                                                     | %                                                         |
|                                                           | Républicain                                               | Jim Renacci (sortant)                                     | 185 165                                                   | 52,0                                                      |
|                                                           | Démocrate                                                 | Betty Sutton                                              | 170 600                                                   | 48,0                                                      |
| Total des votes                                           | Total des votes                                           | Total des votes                                           | 355 765                                                   | 100 %                                                     |
|                                                           | Les Républicains conservent                               |                                                           |                                                           |                                                           |

### 2014
| Élection de 2014 du 16e district congressionnel de l'Ohio | Élection de 2014 du 16e district congressionnel de l'Ohio | Élection de 2014 du 16e district congressionnel de l'Ohio | Élection de 2014 du 16e district congressionnel de l'Ohio | Élection de 2014 du 16e district congressionnel de l'Ohio |
| --------------------------------------------------------- | --------------------------------------------------------- | --------------------------------------------------------- | --------------------------------------------------------- | --------------------------------------------------------- |
| Parti                                                     | Parti                                                     | Candidat                                                  | Votes                                                     | %                                                         |
|                                                           | Républicain                                               | Jim Renacci (sortant)                                     | 132 176                                                   | 63,7                                                      |
|                                                           | Démocrate                                                 | Pete Crossland                                            | 75 199                                                    | 36,3                                                      |
| Total des votes                                           | Total des votes                                           | Total des votes                                           | 207 375                                                   | 100 %                                                     |
|                                                           | Les Républicains conservent                               |                                                           |                                                           |                                                           |

### 2016
| Élection de 2016 du 16e district congressionnel de l'Ohio | Élection de 2016 du 16e district congressionnel de l'Ohio | Élection de 2016 du 16e district congressionnel de l'Ohio | Élection de 2016 du 16e district congressionnel de l'Ohio | Élection de 2016 du 16e district congressionnel de l'Ohio |
| --------------------------------------------------------- | --------------------------------------------------------- | --------------------------------------------------------- | --------------------------------------------------------- | --------------------------------------------------------- |
| Parti                                                     | Parti                                                     | Candidat                                                  | Votes                                                     | %                                                         |
|                                                           | Républicain                                               | Jim Renacci (sortant)                                     | 225 794                                                   | 65,3                                                      |
|                                                           | Démocrate                                                 | Keith Mundy                                               | 119 830                                                   | 34,7                                                      |
| Total des votes                                           | Total des votes                                           | Total des votes                                           | 345 624                                                   | 100 %                                                     |
|                                                           | Les Républicains conservent                               |                                                           |                                                           |                                                           |

### 2018
| Élection de 2014 du 16e district congressionnel de l'Ohio | Élection de 2014 du 16e district congressionnel de l'Ohio | Élection de 2014 du 16e district congressionnel de l'Ohio | Élection de 2014 du 16e district congressionnel de l'Ohio | Élection de 2014 du 16e district congressionnel de l'Ohio |
| --------------------------------------------------------- | --------------------------------------------------------- | --------------------------------------------------------- | --------------------------------------------------------- | --------------------------------------------------------- |
| Parti                                                     | Parti                                                     | Candidat                                                  | Votes                                                     | %                                                         |
|                                                           | Républicain                                               | Anthony Gonzalez                                          | 170 029                                                   | 56,7                                                      |
|                                                           | Démocrate                                                 | Susan Moran Palmer                                        | 129 681                                                   | 43,3                                                      |
| Total des votes                                           | Total des votes                                           | Total des votes                                           | 299 710                                                   | 100 %                                                     |
|                                                           | Les Républicains conservent                               |                                                           |                                                           |                                                           |

### 2020
| Élection de 2014 du 16e district congressionnel de l'Ohio | Élection de 2014 du 16e district congressionnel de l'Ohio | Élection de 2014 du 16e district congressionnel de l'Ohio | Élection de 2014 du 16e district congressionnel de l'Ohio | Élection de 2014 du 16e district congressionnel de l'Ohio |
| --------------------------------------------------------- | --------------------------------------------------------- | --------------------------------------------------------- | --------------------------------------------------------- | --------------------------------------------------------- |
| Parti                                                     | Parti                                                     | Candidat                                                  | Votes                                                     | %                                                         |
|                                                           | Républicain                                               | Anthony Gonzalez (sortant)                                | 247 335                                                   | 63,2                                                      |
|                                                           | Démocrate                                                 | Aaron Godfrey                                             | 144 071                                                   | 36,8                                                      |
| Total des votes                                           | Total des votes                                           | Total des votes                                           | 391 406                                                   | 100 %                                                     |
|                                                           | Les Républicains conservent                               |                                                           |                                                           |                                                           |